# أفون بارك
أفون بارك (بالإنجليزية: Avon Park)‏ هي مدينة أمريكية تقع في ولاية فلوريدا. ويبلغ عدد سكانها 9030 نسمة حسب إحصاء سنة 2010 م 9030.

## أعلام
- ريد كوسي
- ديفيد أ. برودي
- هال ماكراي
- دي هارت
- ديريك كروفورد